# Musellifer profundus
Musellifer profundus is een buikharige uit de familie Muselliferidae. Het dier komt uit het geslacht Musellifer. Musellifer profundus werd in 1974 voor het eerst wetenschappelijk beschreven door Vivier. 